# Gaisruck (Adelsgeschlecht)

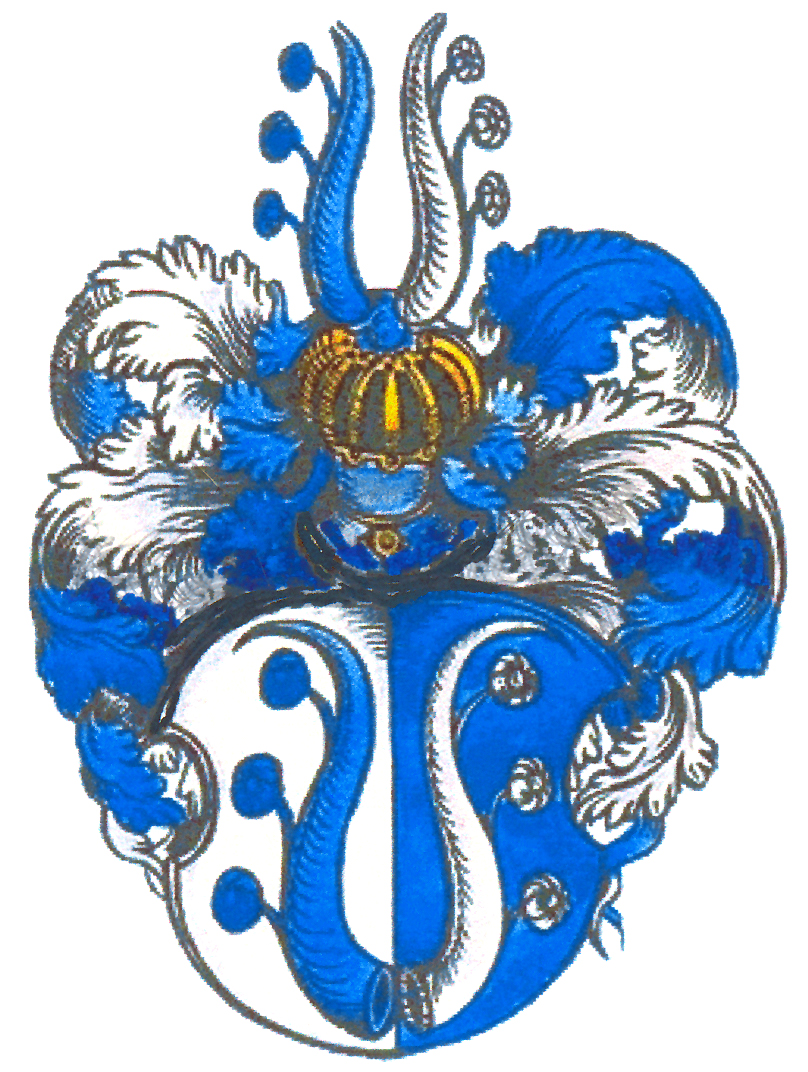
Stammwappen derer von Gaisruck, von Zacharias Bartsch, Steiermärkisches Wappenbuch von 1567, koloriert

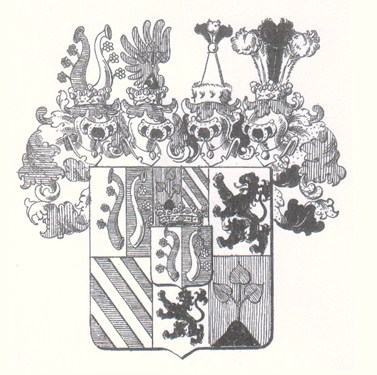
Gemehrtes Wappen der Grafen von Gaisruck, nach Siebmacher

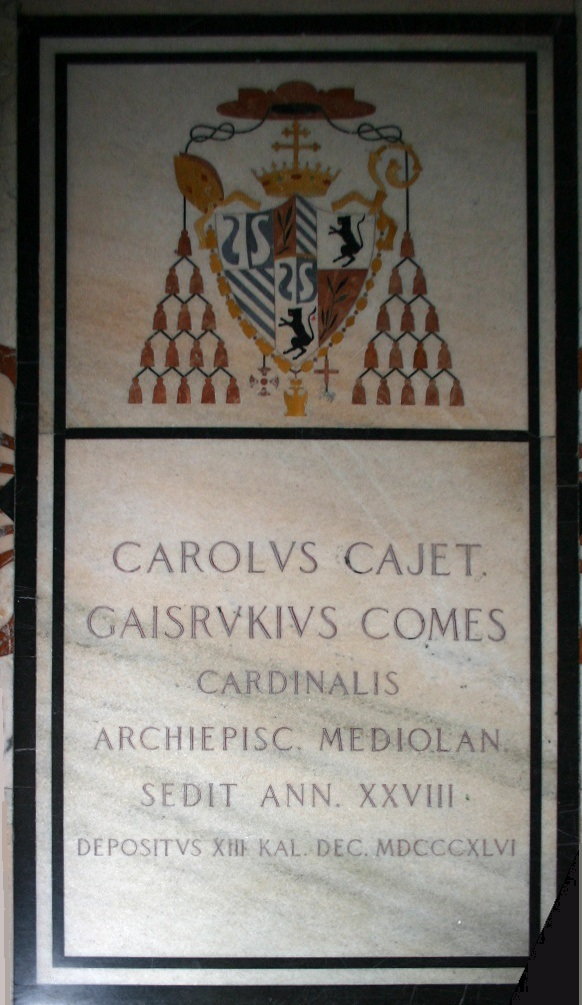
Wappen des Carolus Cajet. Gaisrukius (Karl Kajetan von Gaisruck), Kardinal und Erzbischof von Mailand, Grab in Mailand

Gaisruck (auch Herren, Freiherrn, Grafen von Gaisruckh) ist der Name eines steirischen Adelsgeschlechts mit Ursprung in der Schweiz, das u. a. zum niederösterreichischen landständischen Adel zählt und sich auch in Kärnten sowie der Krain verzweigte.

## Geschichte

### Ursprung und Besitztümer
Die Gaisrucker sind ein altes steirisches Geschlecht, das ursprünglich aus der Schweiz stammt. Adolf (Ortlob) von Gaisruck wanderte im 14. Jh. in die Steiermark ein. Er kaufte das Schloss Buchenstein. Mit seiner Gattin Concordia von Lindegg war er Stifter seines Geschlechts, dessen ununterbrochene Linie um 1319 beginnt. Diese Allianz spiegelt sich auch im gemehrten Wappen der nachfolgenden Familienmitglieder wider.

#### Burg Eppenstein mit Schloss Farrach
Die Familie Sidenitsch war Besitzer der bereits ruinösen Burg Eppenstein, die mit der Herrschaft Farrach zusammengelegt wurde. Sie verkauften das verwaltungsmäßig nicht mehr benötigte und stark verschuldete Eppenstein 1754 an Anton Graf Gaisruck. Der wiederum veräußerte es 1840 an die Freiherren von Sessler-Herzinger.

#### Schloss Silberegg
Schloss Silberegg wurde 1629 von Hans Leonhard Freiherr von Windischgrätz vermutlich im Zuge der Gegenreformation verkauft. Neuer Besitzer wurde Georg-Sigmund von Ambthofen, Gewerke aus Mauterndorf. Dieser erhielt 1632 die Konzession zur Errichtung einer Stuckhütte in Silberegg und hatte als einzige Erbin seine Tochter Maria Elisabeth. Diese wiederum war mit Christoph Andreas Freiherr von Gaisruck verheiratet. Die Familie verkaufte erst 1763 unter Franz Kajetan Freiherr von Gaisruck an dem Josef Gassarister von Pfeilheim weiter.

### Nobilitierungen und dynastische Ehen
Die Adelsfamilie erlangte den Reichsgrafenstand (Reichsgrafen von Gaisruck). Die Gaisrucker verbanden sich durch dynastische Eheschließungen mit einigen Adelsgeschlechtern wie z. B. die von Eibiswald, Weißpriach und Steinpeiss. Die von Gaisruck sind mit dem Tod des Grafen Josef von Gaisruck (* 1775), Landstand in Niederösterreich, Krain, Kärnten, Ehrenritter des souveränen Johanniterordens, k.k. Regierungsrat, am 12. März 1862 im Mannesstamm erloschen. Das Erbe fiel an den Staat.

### Einige Namensträger im Mannesstamm
- Erhart von Gaisruck[1]
- Veit von Gaisruck (lebte um 1446): ⚭ Veronika von Eybiswald (vgl. „Gaisruckh Gült“ bei Eibiswald, Steiermark)
- Johann Jakob von Gaisruck (* 16. März 1739; † 1801), Gouverneur von Galizien
- Joseph von Gaisruck († 12. März 1862), Herr auf Buchenstein und Geinefels, letzter des Geschlechtes
- Franz Sigmund von Gaisruck (1686–1769), kaiserlicher Feldmarschall
- Karl Kajetan von Gaisruck (1769–1846), Erzbischof und Kardinal von Mailand
- Rudolf Karl von Gaisruck (1700–1778), kaiserlicher Feldzeugmeister
- Sigmund Friedrich von Gaisruck, kaiserlicher Feldmarschallleutnant
- Maria Anna Gräfin von Gaisruck, ehem. Besitzerin (im 18. Jh.) des Schlosses Feilhofen in Österreich

## Wappen
Blasonierung: Das Stammwappen zeigt den Schild von Blau und Silber gespalten, mit zwei, außen mit  je  drei Rosen besteckten Hörnern mit verwechselten Farben; auf dem Helm zwei Hörner wie auf dem Schild; die Helmdecken sind blau und silber.
Das Freiherrnwappen ist unverändert. Erst das Grafenwappen ist vermehrt und trägt als Herzschild das Stammwappen.